# 刺鹿村
刺鹿村（さつかむら）は、島根県安濃郡にあった村。現在の大田市の一部にあたる。

## 地理
大原川の下流部に位置していた。
- 海洋：日本海

## 歴史
- 1889年（明治22年）4月1日、町村制の施行により、安濃郡 刺賀村が単独で村制施行し、刺鹿村が発足[1][2]。
- 1937年（昭和12年）5月28日、安濃郡波根西村と合併して久手町を新設して廃止された[1][2]。

### 地名の由来
鹿を刺した古代の生活に由来。

## 産業
- 農業、漁業[1]。